# Homidiana aeneophlebia
Homidiana aeneophlebia är en fjärilsart som beskrevs av George Francis Hampson. Homidiana aeneophlebia ingår i släktet Homidiana och familjen Sematuridae. Inga underarter finns listade i Catalogue of Life.